# Bustancillés
Bustancillés es una localidad española del municipio de Soba, perteneciente a la comunidad autónoma de Cantabria. 

## Geografía
La localidad se encuentra a 409 m s. n. m. y a 3,5 kilómetros de la capital municipal, Veguilla.

## Historia
Hacia mediados del siglo XIX, el lugar era referido como un barrio. Aparece descrito en el cuarto volumen del Diccionario geográfico-estadístico-histórico de España y sus posesiones de Ultramar de Pascual Madoz con las siguientes palabras:

BUSTANCILLES: barrio en la prov. de Santander, part. jud. de Ramales: es uno de los que componen el l. de San Felices. (V.)
(Madoz, 1846, p. 676)

En 2023, la entidad singular de población tenía empadronados quince habitantes y el núcleo de población, también quince.

## Economía
En este pueblo se ubica la única panadería del municipio.[cita requerida]